# 文部科学省大臣官房
文部科学省大臣官房（もんぶかがくしょうだいじんかんぼう）は、文部科学省の内部部局の一つ。

## 概要
大臣官房には珍しい「部」組織を持つ（文教施設企画・防災部）。同部は他の部局との人事交流が少ない一方で、全国に工事事務所を持つ専門性の強い部門であり、ノンキャリア技官の唯一の幹部ポストだった。しかし、2008年に発覚した「文部科学省施設整備汚職事件」以来、キャリアのローテーションに組み込まれた。なお、同汚職事件では銭谷真美事務次官の下、官房総括審議官だった合田隆史（いずれも当時）を直属のリーダーとする調査チームを設置し調査が行われた。2018年、大規模災害が多発している事を受け、学校の防災対策・災害発生時の対応を強化する為、文教施設企画部を文教施設企画・防災部に改組した。

## 幹部
- 官房長
- 総括審議官
- サイバーセキュリティ・政策立案総括審議官
- 学習基盤審議官
- 審議官（8）

## 組織
- 文部科学戦略官 (3)
- 参事官（2)
- 企画官【大臣官房に置くことになっている。省令職である。〈文部科学省組織規則（平成十三年文部科学省令第一号）〉第一条】
- 人事課
  - 福利厚生室
  - 人事企画官（2）
  - 調査官
  - 人事評価調整官
- 総務課
  - 広報室
    - 報道専門官

  - 企画官（2）
  - 連絡調整官
  - 情報開示官
  - 個人情報保護専門官
  - 危機管理専門官
  - 能率専門官
- 会計課
  - 財務分析評価企画官
  - 予算企画調整官（2）
  - 政府調達専門官
  - 国有財産調査官
  - 合同庁舎管理専門官
- 政策課
  - 評価室
    - 評価専門官

  - 情報システム企画室
    - 情報システム専門官
    - 情報化推進専門官

  - 調査官
  - 企画官
- 国際課
  - 国際協力企画室
    - 人物交流専門官
    - 海外協力官
    - 国際協力調査官
- 文教施設企画・防災部
  - 技術参事官
  - 施設企画課
    - 防災推進室
    - 契約情報室
      - 工事契約専門官

    - 企画調整官

  - 施設助成課
    - 計画整備専門官

  - 計画課
    - 整備計画室
    - 企画官

  - 参事官 (施設防災担当)
    - 企画官
    - 監理官

## 歴代官房長

### 現職
| 氏名   | 出身官庁 | 前職             | 就任年月日    |
| ------ | -------- | ---------------- | ------------- |
| 茂里毅 | 文部省   | 総合教育政策局長 | 2025年7月15日 |

### 過去
| 氏名     | 出身官庁   | 前職                   | 在任期間                       | 後職                       |
| -------- | ---------- | ---------------------- | ------------------------------ | -------------------------- |
| 坂田東一 | 科学技術庁 | 研究開発局長           | 2007年7月11日 - 2008年7月11日  | 文部科学審議官             |
| 森口泰孝 | 科学技術庁 | 科学技術・学術政策局長 | 2008年7月11日 - 2009年7月6日   | 文部科学審議官             |
| 山中伸一 | 文部省     | スポーツ・青少年局長   | 2009年7月14日 - 2010年7月30日  | 初等中等教育局長           |
| 土屋定之 | 科学技術庁 | 文化庁文化財部長       | 2010年7月30日 - 2012年1月6日   | 科学技術・学術政策局長     |
| 前川喜平 | 文部省     | 大臣官房総括審議官     | 2012年1月6日 - 2013年7月8日    | 初等中等教育局長           |
| 戸谷一夫 | 科学技術庁 | 研究開発局長           | 2013年7月8日 - 2015年8月4日    | 文部科学審議官             |
| 藤原誠   | 文部省     | 高等教育局私学部長     | 2015年8月4日 - 2016年6月17日   | 初等中等教育局長           |
| 佐野太   | 科学技術庁 | 大臣官房総括審議官     | 2016年6月17日 - 2017年7月11日  | 科学技術・学術政策局長     |
| 藤原誠   | 文部省     | 初等中等教育局長       | 2017年7月11日 - 2018年10月16日 | 文部科学事務次官           |
| 生川浩史 | 科学技術庁 | 大臣官房総括審議官     | 2018年10月16日 - 2019年7月9日  | 研究開発局長               |
| 柳孝     | 科学技術庁 | 内閣府大臣官房審議官   | 2019年7月9日 - 2020年8月1日    | 内閣府政策統括官           |
| 増子宏   | 科学技術庁 | 大臣官房審議官         | 2020年8月1日 - 2021年9月21日   | 高等教育局長               |
| 矢野和彦 | 文部省     | 文化庁次長             | 2021年9月21日 - 2022年9月1日   | 日本学生支援機構理事長代理 |
| 望月禎   | 文部省     | 大臣官房人事課長       | 2022年9月1日 - 2023年8月8日    | 総合教育政策局長           |
| 井上諭一 | 科学技術庁 | 大臣官房総括審議官     | 2023年8月8日 - 2024年7月11日   | 科学技術・学術政策局長     |
| 西條正明 | 科学技術庁 | 大臣官房審議官         | 2024年7月11日 - 2025年7月15日  |                            |